# Rio das Ondas
Rio das Ondas är ett vattendrag i Brasilien.   Det ligger i delstaten Bahia, i den östra delen av landet, 500 km nordost om huvudstaden Brasília.
Omgivningarna runt Rio das Ondas är huvudsakligen savann. Runt Rio das Ondas är det glesbefolkat, med 16 invånare per kvadratkilometer.